# Eichig (Bischofsgrün)
Eichig ist ein Gemeindeteil der Gemeinde Bischofsgrün im Landkreis Bayreuth (Oberfranken, Bayern). Eichig liegt in der Gemarkung Wülfersreuth.

## Geografie
Das Forsthaus liegt inmitten des Bischofsgrüner Forstes. Ein Wirtschaftsweg führt 900 Meter nordöstlich nach Wülfersreuth.

## Geschichte
Der Ort wurde auf dem Gemeindegebiet von Wülfersreuth gegründet. In der Bayerischen Uraufnahme war es noch ohne Namen als Haus Nr. 28 von Wülfersreuth verzeichnet. Am 1. Januar 1976 wurde Eichig im Zuge der Gebietsreform in Bayern nach Bischofsgrün eingemeindet.

### Einwohnerentwicklung
| Jahr      | 001861 | 001871 | 001885 | 001900 | 001925 | 001950 | 001961 | 001970 | 001987 |
| Einwohner | 11     | 6      | 7      | 9      | 5      | 5      | 5      | 0      | 0      |
| Häuser    |        |        | 1      | 1      | 1      | 1      | 1      |        | 0      |
| Quelle    | [ 9 ]  | [ 10 ] | [ 11 ] | [ 12 ] | [ 13 ] | [ 14 ] | [ 15 ] | [ 16 ] | [ 1 ]  |

## Religion
Eichig ist nach St. Matthäus (Bischofsgrün) gepfarrt und evangelisch-lutherisch geprägt.